# 김시묵
김시묵(金時默, 1722년 ~ 1772년 음력 7월 29일)은 조선의 문신이자 국구이다. 정조의 장인으로, 정조의 왕비 효의왕후의 아버지이다. 본관은 청풍이며, 시호는 정익(靖翼)이다.

## 생애
1722년(경종 2년) 태어났다. 현종비 명성왕후의 아버지인 김우명의 고손자이며, 아버지는 병조판서를 지낸 김성응이고, 어머니는 남양 홍씨 홍우녕의 딸이다. 훗날 김성집에게 입양되었으며, 김우명의 봉사손이 되었다. 본관은 청풍, 파계는 문의공파이며, 자는 이신(而愼 또는 爾愼)이다.
1741년(영조 17년)에 진사가 되었으며, 1750년(영조 26년) 한림의 회권을 행할 때 4명 중 1명으로 선발되었다. 이후 지평, 부수찬, 정언, 교리, 장령, 집의, 대사간, 도승지, 경기감사, 수어사, 대사헌, 이조참판, 호조참판, 호조판서, 병조판서, 공조판서, 어영대장 등 대내외의 관직을 두루 지냈다. 그러나 1771년(영조 47년) 은언군과 은신군에게 수레와 가마를 제공한 혐의로 일시적으로 탄핵되었다가 이내 석방되기도 하였다.
영조의 총애를 받았으나, 1772년(영조 48년) 음력 7월 29일에 향년 51세를 일기로 사망하였다. 사후 좌의정에 추증되었다. 정조 즉위 후 영의정에 추증되고 청원부원군(淸原府院君)의 작위가 더해졌다. 시호는 정익(靖翼)이다.
그의 묘소는 경기도 남양주시 삼패동의 청풍김씨문의공파묘역에 있으며, 두 부인과 합장되어 있다.

## 가계
본가
- 친부 : 김성응(金聖應, 1699~1764)
- 친모 : 남양 홍씨 홍우녕의 딸
  - 친동생 : 김지묵(金持黙, 1724~1799)
  - 친동생 : 김치묵(金峙默)
- 양부 : 김성집(金聖集)

처가
- 장인 : 의령 남씨 남직관(南直寬)
  - 첫번째 부인 : 증 의춘부부인 남씨(贈 宜春府夫人 南氏)
    - 장남 : 김기대(金基大)
      - 손자 : 김종선(金宗善, 1766~1810[8])
- 장인 : 증 찬성 남양 홍씨 홍상언(洪尙彦)
  - 두번째 부인 : 당성부부인 홍씨(唐城府夫人 洪氏, ?~1791[9]) - 증 찬성(贈) 홍상언의 딸
    - 장녀 : 효의왕후(孝懿王后, 1753~1821)

## 참고 자료
- 《영조실록》
- 《정조실록》